# Michael Mayr
Michael Mayr (Adlwang, 1864. április 10. – Waldneukirchen, 1922. május 21.) osztrák politikus, történész, levéltáros, a Keresztényszociális Párt tagja, 1920–1921-ben Ausztria kancellárja.

## Élete
Felső-Ausztriában született. Történeti és földrajzi tanulmányokat folytatott a Bécsi Egyetemen, doktori oklevelét 1890-ben vette át. 1897 és 1920 között a Tiroli Állami Levéltár (Tiroler Landesarchives) igazgatója volt, ezzel párhuzamosan 1900-tól az Innsbrucki Egyetemen oktatott mint az újkori történelem professzora.
Politikai pályafutása még az Osztrák–Magyar Monarchia időszakában indult el. 1907-től 1911-ig a Birodalmi Tanács (Reichsrat), 1908-tól 1914-ig a tiroli tartományi parlament (Landtag) képviselője volt. A Monarchia felbomlását és az első világháború véget érését követően, 1919–1920-ban a Keresztényszociális Párt színeiben az Ausztria új alaptörvényét megszövegező alkotmányozó nemzetgyűlés küldötte volt.
A Keresztényszociális Párt és a Szociáldemokrata Munkáspárt koalíciós egyezsége értelmében 1920. július 7-én Karl Rennert váltotta az államkancellári poszton. 1920 novemberétől szövetségi kancellárként, egyúttal külügyminiszterként vezette a Keresztényszociális Párt kisebbségben kormányzó kabinetjét. Miután egy stájerországi népszavazás azzal az eredménnyel zárult, hogy Stájerország elszakadjon Ausztriától és Németország részévé váljon, 1921. június 1-jén Mayr lemondott posztjáról.

## Főbb munkái
- W. Lazius als Geschichtsschreiber Österreichs, 1894
- Erinnerungen an A. Hofer, 1899
- Die Beziehungen Deutschlands zu Italien, 1901
- Der italienische Irredentismus: Sein Entstehen und seine Entwicklung vornehmlich in Tirol, 1917

## Fordítás
- Ez a szócikk részben vagy egészben  a   Michael Mayr című angol Wikipédia-szócikk ezen változatának fordításán alapul.  Az eredeti cikk szerkesztőit annak laptörténete sorolja fel. Ez a jelzés csupán a megfogalmazás eredetét és a szerzői jogokat jelzi, nem szolgál a cikkben szereplő információk forrásmegjelöléseként.

1. ↑  https://innsbruck-erinnert.at/michael-mayrs-letzte-fahrt/